# Изменения границ Финляндии
Изменения границ Финляндии означают изменения в государственных границах, которые произошли в истории на нынешней территории Финляндии. Когда речь идёт о Финляндии под властью Швеции, на самом деле изменения границ Финляндии являются изменениями Шведской империи на востоке и северо-востоке, поскольку в то время Финляндии ещё не существовало. Ранние изменения границ Великого княжества Финляндского связаны с изменениями внешних и внутренних границ Российской империи.
К изменениям границ не относятся арендованная территория (то есть так называемое временное изменение территории), такие военно-морские базы как Ханко и Порккала. Также не учитываются временно установленные границы на части Сайменского канала, расположенного на территории России начиная с 1963 года

## Финляндия как часть Швеции в 1323—1809 годах

### Ореховский мир в 1323 году
Граница территории, находившаяся в восточной части Ботнического залива и на севере от Финского залива, будучи под властью Швеции, впервые была определена Ореховским мирным договором между Швецией и Новгородской республикой. Граница началась с Финского залива, деля остров Котлин, а затем проходила вдоль реки Сестра, впадающей в озеро Сестрорецкий Разлив. Также граница проходила через Карельский перешеек и провинцию Саво, и согласно традиционной трактовке, заканчивалась в Финском заливе. В независимости от того какая теория верна, средневековая граница вряд ли являлась осложняющим фактором при взаимодействии: торговле, миграции населения или обмене культуры.

### Тявзинский мирный договор в 1595 году
В Тявзинском мирном договоре линия границы между Россией и Швецией была определена на север на Варангер-фьорд. К территории Швеции присоединили восточную область Саво, а также северные области Похьянмаа и Кеми-Лаппмарк. Вышеупомянутой областью позднее управляли как частью Вестерботтен.

### Столбовский мир в 1617 году
По Столбовскому миру Россия отдала Швеции Кекскольмский лен. Этой территорией, как и Ингерманландией, соединившуюся в Швецию, управляли как завоеванной землёй, позиция которой отличалась во многом от традиционных регионов Швеции. Восточная часть острова Котлина вошла административно в состав Ингерманландии.

### Ништадтский мирный договор в 1721 году
По Ништадтскому мирному договору, Швеция отдала России управляемую ей завоеванную землю — восточную и южную часть Кекскольмского лена, а также часть своей традиционной территории, то есть внешние острова Финского залива — восточную часть региона Карельского перешейка и западное побережье Выборгского залива. Оставшаяся в Швецию северная часть Кекскольмского лена включалась теперь в состав Русского государства.

### Абоский мир в 1743 году
По Абоскому миру Швеция отдала России самую восточную часть Уусимаа, маленький регион области Хяме, юго-восточную часть Саво и Южную Карелию. Граница шла вдоль по реке Кюмийоки, через водоток Мянтухарю и Саймы с западной и восточной сторон города Савонлинна.

## Великое княжество Финляндское в составе Российской империи в 1809—1917 годах

### Фридрихсгамский мирный договор в 1809 году
По Фридрихсгамскому мирному договору Швеция отдала свои финские губернии России. Граница между Россией и Швецией была установлена вдоль по рекам Торнионйоки, Муонионйоки и Кёнкямяено до Кильписъярви и дальше по реке Куохкимайоки до озера Куохкимаъярви и по реке Колтайоки до озера Колтаъярви, так что Швеции пришлось отдать восточную сторону Долины Торнию губернии Вестерботтена, весь Кеми-Лаппмарк и восточную часть Турне-Лаппмарк. Из переданной территории сформировалось Великое княжество Финляндское.

### Проверка границы в 1812 году
Старая Финляндия присоединилась к Великому княжеству Финляндскому в 1812 году как внутренняя территориальная система Российской империи. В территорию входили внешние острова Финского залива, северный Карельский перешеек, западное побережье Выборгского залива, Ладожская Карелия, историческая область на севере Ладожской Карелии, и земли, переданные Швецией России согласно Абоскому мирному договору. Также к Великому княжеству Финляндскому присоединили Сестрорецк.

### Проверка границы в 1833 году
В Похьянмаа и в Лапландии граница переместилась восточнее во время демаркации границы в Великом княжестве Финляндском.

### Проверка границы в 1842 году
Район Сестрорецка, Александровская, стал принадлежать Санкт-Петербургской губернии.

### Проверка границы в 1864 году
Сестрорецк стал принадлежать Санкт-Петербургской губернии.

## Независимая Финляндия с 1917 года

### Тартуский мирный договор между РСФСР и Финляндией 1920 года
Согласно Тартускому мирному договору, к Финляндии присоединили область Печенга взамен на переданную Финляндией территорию Сестрорецкого оружейного завода в 1864 году.

### Московский договор 1940 года
По Московскому договору, Финляндия отдала СССР внешние острова Финского залива, северный Карельский перешеек, западное побережье Выборгского залива, Ладожскую Карелию, историческую область на севере Ладожской Карелии, Куусамо и восточную часть Салла, а также Рыбачий полуостров Печенгского района.

### Московское перемирие 1944 года
Финляндия вернула область Печенга согласно Московскому перемирию, который подтвердили на Парижской мирной конференции в 1947 году.

### Продажа территории в 1947 году
Финляндия продала Сектор Янискоски-Нискакоски СССР.

### ОБСЕ — Организация по безопасности и сотрудничеству в Европе
В 1975 году в Хельсинки заключили акт совещания по безопасности и сотрудничеству в Европе, в котором говорилось о нерушимости господствующих границ и территориальной неприкосновенности. Согласно документу, а точнее Хельсинкскому соглашению, границы можно изменить согласно международному праву мирными договорными путями.

## События и продолжительность, вызвавшие региональные изменения

### Территория Финляндии в составе Швеции (1323–1809 гг.)
- Определение территории Финляндии по Ореховскому миру 1323 г.
- Присоединение территории Финляндии по Тявзинскому миру 1595 г.
- Уменьшение территории Финляндии по Столбовскому миру 1617 г.
- Изменение территории Финляндии по Уусикаупункскому миру 1721 г.
- Уменьшение территории Финляндии по Туркускому миру 1743 г.
- Присоединение территории Финляндии в 1775 г.

### Великое княжество Финляндское в составе России 1809–1917 гг.
- Присоединение территории Финляндии по Хаминскому миру в 1809 г.
- Присоединение территории Финляндии в 1812 г.
- Присоединение территории Финляндии в 1830 г.
- Присоединение территории Финляндии в 1833 г.
- Уменьшение территории Финляндии в 1842 г.
- Уменьшение территории Финляндии в 1864 г.

### Независимая Финляндия с 1917 года
- Территориальная экспансия Финляндии по Тартуском миру 1920 г.
- Территориальные сокращения Финляндии по Московскому миру 1940 г.
- Территориальное сокращение Финляндии по Московскому перемирию 1944 г.
- Территориальная продажа из Финляндии 1947 г.

| событие по изменению территории | год  | время   |
| ------------------------------- | ---- | ------- |
| Ореховский мир                  | 1323 | 272 лет |
| Тявзинский мир                  | 1595 | 22 лет  |
| Столбовский мир                 | 1617 | 104 лет |
| Уусикаупункский мир             | 1721 | 22 лет  |
| Туркуский мир                   | 1743 | 32 лет  |
| территориальное изменение       | 1775 | 34 лет  |
| Хаминский мир                   | 1809 | 3 лет   |
| территориальное изменение       | 1812 | 18 лет  |
| территориальное изменение       | 1830 | 3 лет   |
| территориальное изменение       | 1833 | 9 лет   |
| территориальное изменение       | 1842 | 22 лет  |
| территориальное изменение       | 1864 | 56 лет  |
| Тартуский мир                   | 1920 | 20 лет  |
| Московский мир                  | 1940 | 4 лет   |
| Московское перемирие            | 1944 | 3 лет   |
| территориальная продажа         | 1947 | 77 лет  |